# 길티 오브 로맨스
《길티 오브 로맨스》(Guilty of Romance, 恋の罪 고이노쓰미[*]; 사랑의 죄)는 소노 시온 감독의 2011년 일본 영화이다. 1990년대 러브 호텔 거리에서 일어난 일을 다루고 있다. 일본 개봉 버전은 상영시간이 144분이며, 일본 외 국가 버전은 113분이다.

## 줄거리
비가 많이 내리는 어느 날, 러브호텔거리에 있는 아파트에서 여성의 시체가 발견된다. 이 사건을 수사하는 형사 카즈코는 행복한 가정을 가졌으나 애인과도 관계를 지속하고 있다. 카즈코는 수사를 진행하던 중, 대학 엘리트 조교수 미츠코와 인기 소설가의 아내 이즈미의 비밀을 알게 된다.

## 출연
- 요시다 가즈코 - 미즈노 미키
- 오자와 미쓰코 - 도가시 마코토
- 기쿠치 이즈미 - 가구라자카 메구미
- 슈퍼마켓 점장 - 이와마쓰 료(우정 출연)
- 기쿠치 유키오 - 쓰다 간지